# I Disagree
I Disagree es el tercer álbum de estudio de la cantante y personalidad de YouTube estadounidense Poppy. Fue lanzado el 10 de enero de 2020 a través de Sumerian Records. El álbum es su primer lanzamiento en Sumerian Records luego de su partida de Mad Decent en 2019. También es su proyecto final de colaboración con Titanic Sinclair antes del final de su asociación creativa en 2019. I Disagree debutaría en el número 130 de la Billboard 200 durante la semana del 25 de enero, haciendo así la primera entrada de Poppy en la lista. El álbum también conseguiría éxito moderado en las listas musicales de Australia y el Reino Unido, donde además lograría liderar la UK Rock & Metal Albums Chart.
Se lanzaron cuatro canciones como sencillos para promover el álbum, las cuatro recibieron videos musicales, y dos pistas más del álbum también recibieron videos. Para una mayor promoción, la cantante se embarcó en el Threesome Tour junto con Bring Me the Horizon y Sleeping with Sirens, y el posterior I Disagree Tour, cuyas fechas en Eurasia se pospusieron debido a la pandemia de COVID-19. En agosto de 2020 se lanzó una edición de lujo del álbum titulado I Disagree (More), que generó el quinto y último sencillo "Khaos x4".

## Antecedentes
"Concrete" fue lanzado como el sencillo principal del álbum el 22 de agosto de 2019. Fue lanzado junto con un vídeo musical. El lanzamiento de "Concrete" se produjo poco después de un anuncio de Poppy firmando con Sumerian Records.
La portada del álbum, el título y la fecha de lanzamiento se revelaron el 30 de septiembre de 2019 a través de las cuentas de redes sociales de Poppy. La carátula del álbum fue realizada por Jesse Draxler.
"I Disagree" fue lanzado como el segundo sencillo del álbum el 4 de octubre de 2019, junto con un vídeo musical.
"Bloodmoney" fue lanzado como el tercer sencillo del álbum el 6 de noviembre de 2019, junto con el anuncio de una gira por 2020 en Estados Unidos en apoyo de I Disagree y un vídeo musical.
La lista de canciones de I Disagree se reveló a través de las redes sociales de Poppy el 26 de noviembre de 2019. "Fill the Crown" fue lanzado como el cuarto sencillo del álbum el 11 de diciembre de 2019, junto con un vídeo musical.
"Anything Like Me" fue lanzado como el quinto sencillo del álbum el mismo día del álbum el 10 de enero de 2020, con el vídeo musical dirigido por Jesse Draxler y Poppy.
El álbum se filtró en línea el 8 de enero de 2020, dos días antes del lanzamiento. La fecha de lanzamiento del álbum se retrasó al 12 de enero en Australia y Nueva Zelanda por razones desconocidas.
Una nueva canción "Khaos x4" fue lanzada el 28 de julio de 2020, el mismo día que Poppy anunció la edición de lujo del álbum titulado I Disagree (More). La edición de lujo también incluye las pistas adicionales "Bleep Bloop", "Don't Ask" y "If It Bleeds", el cual fue lanzado el 14 de agosto.

## Contenido
I Disagree ha sido descrito como un disco de avant-garde, heavy metal, pop, pop metal, electropop, rock industrial, nu metal, hard rock, e industrial con varios elementos del art rock, dubstep, metal progresivo, thrash metal, rock, dream pop, alt-pop, pop acústico, y J-pop.
Hablando en una entrevista con Kerrang!, Poppy dijo "nunca he dicho que mi música es metal, aunque si escucho ese tipo de música."

## Recepción

### Crítica
I Disagree recibió en general reseñas positivas de los críticos. En Metacritic, que suele entregar una calificación de 0 a 100, el álbum tiene una calificación promedio de 72, lo que indica una valoración "generalmente favorable" basada en otras 15 fuentes.

## Lista de canciones
Créditos adaptados de Tidal y Spotify. Duración de las pistas adaptadas de Qobuz.

Todas las canciones escritas y compuestas por Chris Greatti, Moriah Pereira, Corey Mixter y Zakk Cervini. Todas las canciones producidas por Greatti y Cervini. 
| N.º   | Título             | Duración |  |
| 1.    | «Concrete»         | 3:21     |  |
| 2.    | «I Disagree»       | 3:13     |  |
| 3.    | «Bloodmoney»       | 3:03     |  |
| 4.    | «Anything Like Me» | 3:20     |  |
| 5.    | «Fill the Crown»   | 3:32     |  |
| 6.    | «Nothing I Need»   | 2:50     |  |
| 7.    | «Sit / Stay»       | 3:54     |  |
| 8.    | «Bite Your Teeth»  | 2:43     |  |
| 9.    | «Sick of the Sun»  | 3:12     |  |
| 10.   | «Don't Go Outside» | 6:06     |  |
| 35:08 |                    |          |  |

Edición de lujo
| I Disagree (More) bonus tracks |                |          |  |
| N.º                            | Título         | Duración |  |
| 11.                            | «If It Bleeds» | 2:41     |  |
| 12.                            | «Bleep Bloop»  | 1:58     |  |
| 13.                            | «Khaos x4»     | 2:57     |  |
| 14.                            | «Don't Ask»    | 2:49     |  |
| 45:33                          |                |          |  |